# Редактирование генома
Редактирование генома является одним из видов генной инженерии, в котором может быть проведено включение, удаление или перемещение фрагментов ДНК в геноме организма с использованием специфически спроектированных эндонуклеаз, или «молекулярных ножниц». Эти нуклеазы создают сайт-специфичные двухцепочечные разрывы в ДНК в определённом участке генома. Индуцированные двухцепочечные разрывы репарируются в процессе рекомбинации, что позволяет получать направленные мутации.
В этом методе используются 4 типа нуклеаз: мегануклеазы, нуклеазы с цинковыми пальцами (zinc fingers), нуклеазы TALEN, и система CRISPR-Cas.
Ещё один метод основан на использовании искусственно созданных непатогенных вирусов для доставки генетического материала внутрь клеток.
Редактирование генома было признано методом года в 2011 году.
В ноябре 2017 года в Калифорнии (США) прошла первая в мире процедура по «редактированию» генома взрослого человека прямо внутри его тела. Пациентом стал мужчина с мукополисахаридозом II типа (синдромом Хантера).
В январе 2019 года власти Китая подтвердили рождение в стране первых в мире генно-модифицированных людей, а также то, что в отношении биолога Хэ Цзянькуя начато расследование.[значимость факта?]